# La Cour-Marigny
La Cour-Marigny ist eine französische Gemeinde mit 367 Einwohnern (Stand: 1. Januar 2022) im Département Loiret in der Region Centre-Val de Loire. Sie ist Teil des Kantons Lorris im Arrondissement Montargis. Die Einwohner werden Curi-Marignacais genannt.

## Geographie
La Cour-Marigny liegt etwa 50 Kilometer östlich von Orléans am Flüsschen Treille, an der westlichen Gemeindegrenze verläuft der Limetin. Umgeben wird La Cour-Marigny von den Nachbargemeinden Thimory im Norden, Oussoy-en-Gâtinais im Osten, Montereau im Süden, Lorris im Westen und Südwesten sowie Noyers im Westen und Nordwesten.

## Bevölkerungsentwicklung
| 1962                       | 1968 | 1975 | 1982 | 1990 | 1999 | 2006 | 2018 |
| -------------------------- | ---- | ---- | ---- | ---- | ---- | ---- | ---- |
| 301                        | 294  | 245  | 259  | 262  | 300  | 334  | 344  |
| Quellen: Cassini und INSEE |      |      |      |      |      |      |      |

## Sehenswürdigkeiten

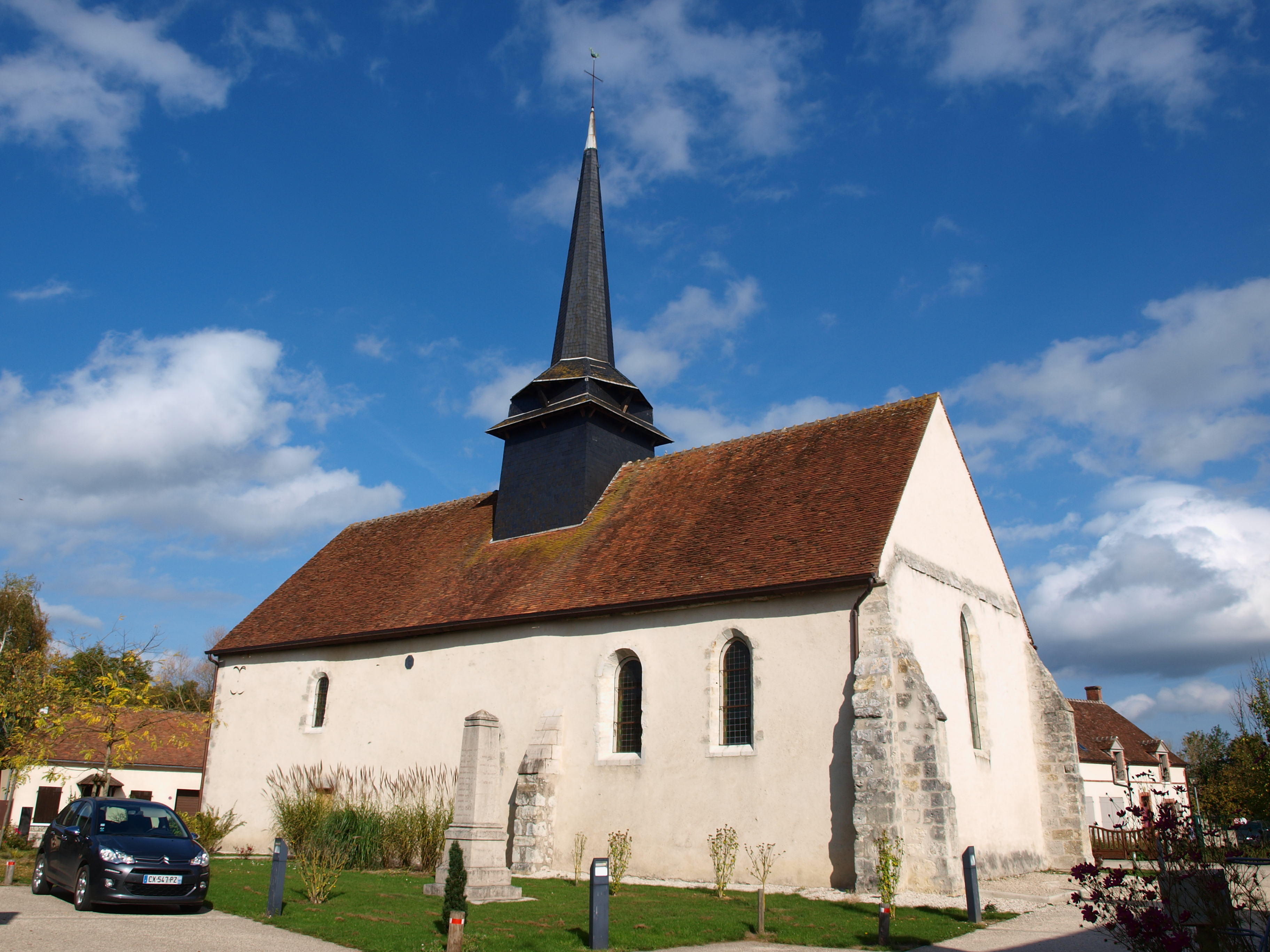
Kirche Saint-Louis

- Kirche Saint-Louis